# Christophe Raes
Christophe Raes (Gent, 21 februari 1982) is een Belgische roeier.
Hij nam samen met Bart Poelvoorde, zijn clubgenoot van Gentse Roei- en Sportvereniging, deel aan de Olympische Spelen van 2008 in Peking in de dubbeltwee (2xM). Dat was 12 jaar na de deelname van Jaak Van Driessche, een andere clubgenoot, aan de Olympische Spelen van 1996 in Atlanta.

## Palmares

### roeien
- 2008: 8e OS in Peking - 6:35.55